# Евланникова, Инна Феликсовна
Евла́нникова И́нна Фе́ликсовна — российский режиссёр, аниматор, сценарист. Участвует в известных анимационных проектах России и зарубежья.

## Биография
Родилась 5 марта 1964 года. В 1987 году окончила Московский архитектурный институт (МАРХИ). В 1993 году окончила лицей анимационной кинематографии № 333. Является преподавателем в московском представительстве Британской Высшей Школы Дизайна.

## Фильмография
Режиссёр-аниматор
- 2020 — Белка и Стрелка: Карибская Тайна
- 2018 — Переезд!
- 2017 — Гурвинек: Волшебная игра (сорежиссер)
- 2014 — Планета Аi (серии «1:1 В пользу папы» и «Ёлочка, гори!»)
- 2013 — Белка и Стрелка. Лунные приключения (сорежиссер)
- 2010 — 2013 — Белка и Стрелка. Озорная семейка (серии «Тётя Мотя» и «Рыбалка для Бублика»)
- 2010 — Белка и Стрелка. Звёздные собаки (сорежиссер)
- 2006 — Микрополис (серии «Микроистория», «Шлемомания», «Ужасно-прекрасный друг, «Спасти золотого рыбёнка», «На задворках вселенной», «Падал сладкий снег»)
- 1998 — Иван и Митрофан в музее
- 1997 — Иван и Митрофан во дворце
- 1993 — Яблоко (дипломная работа)

Сценарист
- 2006 — Иван и Митрофан во дворце

Художник-аниматор
- 2007 — Лягушачий рай
- 2005 — Крылья
- 2004 — Mr.Bean
- 2002 — Kipper the Dog
- 2000 — Baby Blues
- 1997 — Незнайка на Луне
- 1997 — Кот в сапогах (к/с «Аргус»)
- 1994 — Сокровища под горой, или Хоббит